# 로마 군단

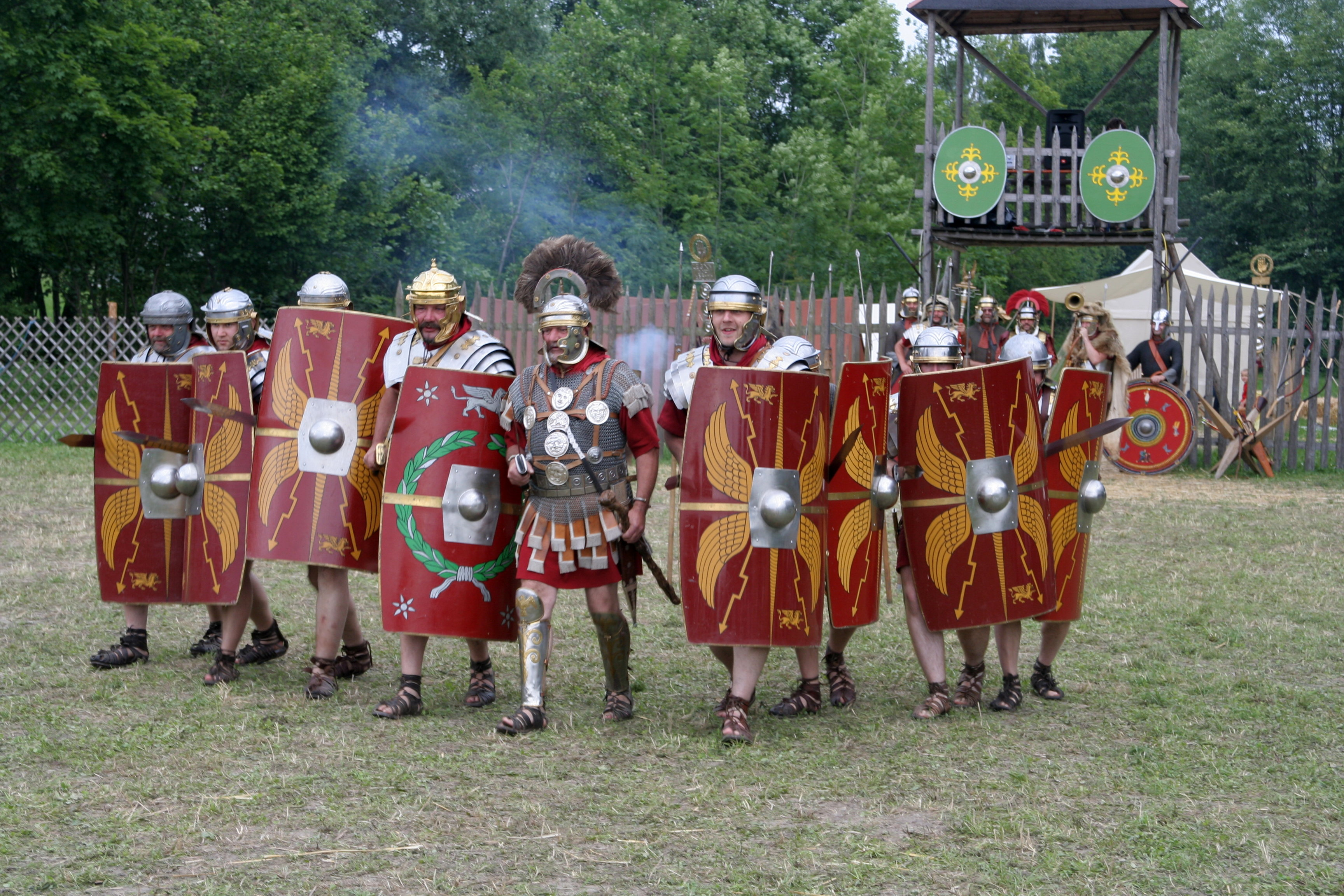

로마의 군단(라틴어: legio "고르다"를 뜻하는 라틴어 "legere"에서 유래했으며, 징집병을 뜻함[*])은 로마 육군에서 가장 큰 부대 단위이다.

## 용어의 역사
초기 로마 왕정 시절에 "군단"이란 말은 로마 육군 전체를 뜻하는 것일 수도 있지만, 이 시기의 사료들은 수가 적고 신뢰할만하지 못하다. 그후의 군단 조직은 시간이 흘러 크게 변화했음에도, 군단은 일반적으로 대략 5,000명의 병사들로 이뤄졌다. 공화정 시대 대부분의 기간 동안에 군단은 10개의 마니풀루스로 구성된 세 개의 열로 나뉘었다. 공화정 말과 제정 시대 대부분 시기(대략 기원전 100년부터)에, 하나의 군단은 각각 5-600명으로 된, 10개의 코호르스로 나뉘었다. 군단에는 또한 소규모의 알라 또는 기병대가 포함되었다. 서기 3세기부터, 군단은 대략 1,000명에서 1,500명 규모로 훨씬 작아졌으며, 그보다 규모가 더 많은 경우도 있었다. 서기 4세기에, 동로마의 국경 수비 군단 (리미타네이)은 훨씬 더 작아졌을 수도 있다. 군단의 구성과 기능 면에서, 공화정 시기의 군단이 고대 그리스와 마케도니아 팔랑크스의 영향을 많이 받았을 수 있다.

## 기능과 구성
제정 시기의 대부분 동안, 로마 군단들은 로마 시민들에서만 모집됐던 로마군의 정예 중보병을 형성했고, 군대의 나머지는 추가적인 보병 및 로마 기병대의 대부분을 공급해준 보조군들로 이뤄졌다. (시민권을 바라던 속주민들은 보조군에서 명예 제대를 하면 시민권을 부여받았다.) 제정 시기 대부분 동안에, 로마군은 군단병보다는 대부분 보조군으로 구성됐다.

## 수명
기원전 40년 이전에 창설된 많은 군단들이 최소한 5세기까지는 여전히 활동했으며, 그중에 마케도니카 제5군단은 기원전 43년 아우구스투스가 창설하여 이슬람의 이집트 정복 기간인 7세기 때 이집트에서 활동했다.

## 일반적 체제와 강점에 대한 개요

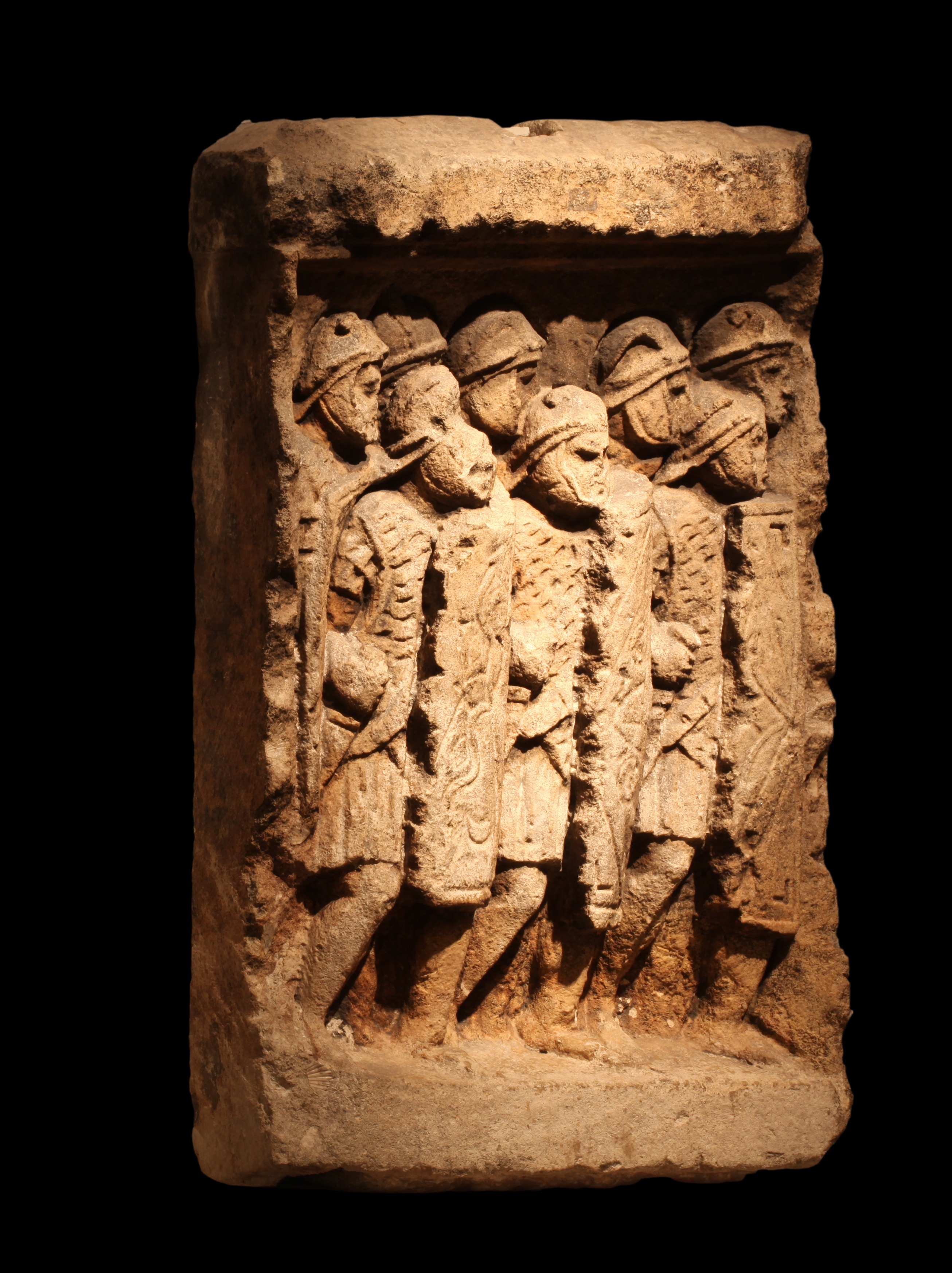
현재 남부 프랑스에 있었던 글라눔이라는 로마 마을에서 발견된 부조 속, 밀집 대형을 한 제정 시기 로마 군단병. 글라눔은 기원전 27년부터 알레마니족의 침입으로 파괴된 서기 260년까지 지속됐다.

로마 군단은 마리우스 군제개혁 (기원전 107년) 때까지 영구 부대가 아니라, 대신 창설되고, 동원되고, 해체되는 것을 반복했기에, 수 백 개의 군단들이 로마 역사에서 언급되고 수가 확인되었다. 현재까지 대략 50여 개의 군단이 식별되었다. 공화정 시기의 군단은 스스로 군사 장비를 마련한 징집된 자들로 이뤄졌고 따라서, 당대 로마군의 구조는 로마의 사회를 반영했다. 네 개의 집정관 군단들(임기 중인 두 명의 집정관들이 나누어 지휘)이 항시 있었고 전쟁 시에는 추가 사단들이 징집될 수 있었다. 기원전 2세기 말부터, 로마는 군대에 들어가기 위한 재산 및 재정적 자격이 불러온 인력 부족을 겪기 시작했다. 이 상황은 집정관 가이우스 마리우스가 재산 자격을 폐지하고, 국가가 복무 기간에 장비 및 보상을 지급함으로써 재산이나 사회적 계급에 상관없이 모든 시민들이 복무를 할 수 있게 하는 법령을 발표하게 했다. 로마군은 자발적이고, 전문적인 상비병이 되었으며, 복무가 로마 시민들을 넘어 시민들이 아닌 자들에게도 확대되어 보조병으로서 입대할 수 있었고 복무 활동을 마칠 시의 로마 시민권 및 수반된 모든 권한과 약탈물들을 보상받았다. 아우구스투스 시기에, 그가 물려받은 군단은 대략 50여 개였지만, 이 수를 약 25–35개의 상비 군단으로 줄였고 이때의 기준은 로마 제국의 역사 대부분 모습을 유지했다.

## 발전
로마 군단은 로마 공화정 시기 3,000명에서 기본 부대 단위 켄투리아로 구성하는, 제정 시기에는 5,200명이 넘는 숫자로 변화하였다. 1세기 중엽까지, 10개의 코호르스 (개당 대략 500명)가 하나의 로마 군단을 이뤘다. 이는 나중에 첫 번째 및 5번 째 코호르스가 인원이 두 배인 160명으로 된, 9개의 코호르스 (개당 80명으로 된 켄투리아 6개로 구성)로 바뀌었다. 4세기 쯤에, 로마 군단은 대략 1,000에서 1,500명으로 훨씬 작아졌고 이보다 많은 경우도 있다. 이 현상은 10,000명 규모의 커다란 대형의 군단과 보조군으로 된 부대 단위가 더 넓어진 영토를 담당하기 위해 본래 임시 파견대 규모였던 작은 부대 단위로 쪼개지면서 나타난 것이다. 4세기에, 동로마의 국경 수비 군단 (리미타네이)가 훨씬 더 작아진 것으로 보인다. 구성과 기능 면에서, 공화정 시기의 군단은 고대 그리스와 마케도니아 팔랑크스의 영향을 받았을 지도 모른다.

## 규모
로마 군단의 일반적 규모는 공화정 시기 (보병들은 120명의 군단병으로 된 네 개의 마니풀루스로 이뤄진 코호르스 10개로 나뉘었다)의 4,200명의 군단병과 300명의 에퀴테스 (부유한 계층에서 모집한 인원들로, 초기 로마의 모든 병력들은 직접 본인이 장비를 구했다)으로 된 완편 체제에서 제정 시기 (각 480명으로 구성된 10개의 코호르스로 나뉘고, 첫 번째 코호르스는 900명으로 이뤄졌다)의 5,200명의 군단병과 보조군 120명에 이르기까지, 고대 로마의 역사 기간에 따라 변화했다.

## 역사

### 왕정 시기 (기원전 500년경부터)
군단이 생기기 이전, 로마 왕정 시기와 공화정 초창기 시기에, 로마군은 대략 100명의 켄투리아들로 조직되었다고 묘사된다. 이 켄투리아들은 필요시에 편성되어 자신들을 고용하거나 양성한 지휘관에게 응했다. 이러한 독립적 조직은 기원전 2세기까지 경보병과 기병들에서 지속됐으나, 보조 역할이 동맹군으로 대체됨에 따라 이후에 완전히 폐지되었다. 켄투리아의 지휘관 (이후에 켄투리온으로 공식화), 부지휘관, 기수의 역할들은 이 초기 시기에 명시되었다.
로마의 초기 시기는 기록이 되어 있지 않고 신화 속에 쌓여있지만, 그 신화들이 세르비우스 툴리우스의 역할 중에 인구 조사가 실시 되었다는 것을 말해준다. 이 인구 조사로 모든 신체 건강하고, 재산을 보유한 로마인 남성 시민들은 그들이 지닌 재산을 근거로 군복무가 5개로 나뉘었고 그후 큰 규모의 군대 혹은 군단의 하급 부대 단위인 켄투리아로 나뉘었다. 군에 입대하는 것은 로마 시민권에 대한 의무이자 분명한 증표얐다. 마리우스 군제 개혁 이전 동안 부유한 지주들은 가장 긴 군 복무를 했다. 이들은 국가가 무너졌더라면, 가장 많은 것을 잃었을 것이다.

### 로마 공화정 (기원전 509년– 기원전 107년)
로마의 왕들이 쫒겨난 후 공화정이 시작된 어느 시점에, 군단은 두 개의 분리된 군단으로 나뉘게 되었고, 분리된 각각은 두 명의 집정관 중 한 명에게 할당되었다. 전쟁이 주로 약탈에 치중하던 공화정 초기 시절에, 군단의 모든 전력이 한번이라도 총 동원되었는지는 불확실하다. 세 외국 세력의 위협이 일어난, 기원전 494년에 독재관 마니우스 발레리우스 막시무스는 10개의 군단을 양성했는데, 리비우스가 말하길, 이 규모는 그 이전 어느 시절에 양성한 것보다 많은 수였다고 한다.
또한, 일부 전쟁은 군단 구조에서 벗어난 로마군에 의해 여전히 수행되었는데, 가장 유명한 예가 에트루리아 도시 베이이 (Veii)를 상대로 파비아 씨족의 군대가 벌인 기원전 479년의 전쟁이다 (이 전투에서 파비아 씨족은 전멸당한다). 군단은 로마의 전쟁 활동이 점차 빈번해지고 계획된 작전으로 발점함에 따라 기원전 4세기에 공식적으로 조직되었으며, 집정관의 병력도 각각 두 개의 군단으로 양성됐다.
공화정 때, 군단은 일시적 존재들이었다. 집정관의 군대였던 1군단에서 4군단 (집정관 한 명당 2개씩 배정)을 제외한, 다른 부대들은 전쟁시에 모집되었다. 로마의 이탈리아 동맹시들은 로마 군단 지원을 위해 10개의 코호르스 (보조병들은 군단병으로 조직되지 않았다)를 제공할 것을 요구받았다.
공화정 중엽에, 군단은 다음의 부대들로 구성됐다:
- 에퀴테스 (기병): 기병은 부유하고 젊은 로마 남성들이 자신들의 실력과 가량을 선보이던 원래 가장 명망있는 부대로, 궁극적으로 정치적 경력을 위한 토대를 마련했다. 장비는 기수가 마련했고 원형 방패, 투구, 검, 갑옷, 하나 또는 하나 이상의 랜스로 구성됐다. 기병은 군단 내에서 수가 적었다. 군단 인원 대략 3,000 명 중에 (벨리테스들이 합해지면 평균적으로 대략 4,200명가량으로 늘어난다), 300명만이 기병이고, 이들은 30명으로 구성된 부대 단위 (투르마이) 10개로 이뤄지며, 데쿠리온들의 지휘를 받는다. 중기병 말고도, 하스타티 또는 에퀴테스가 되기에 나이가 어린 부유하고 젊은 시민들을 징집한 경기병들도 있었다. 전투 시에, 기병들은 적의 보병 진형을 혼란시키고 측면 공격하는 데와 적 기병대와 교전 때 사용되었다. 후자의 경우, 그들은 종종 (항상은 아니고) 이 당시에 흔하지 않은 전술로, 하마 상태의 비유동적 전투를 수행하기 위하여 일부 또는 전부가 말에서 내렸으며, 이 전술은 등자가 등장하기 이전 시기에 안정성과 민첩성 면에서 상당한 이점을 제공했다.[5]
- 벨리테스 (경보병): 벨리테스들은 주로 스스로 적절한 장비를 갖추지 못했던 가난한 시민들이다. 이들의 주 임무는 재블린을 던지는 산병 역할을 수행하는 것으로, 적들을 괴롭히거나 적들 뒤 부대의 움직임을 담당하기 위해 일찍이 교전한다. 재블린을 던진 후, 그들은 마니풀루스 사이의 공간으로 후퇴해 중보병들의 열을 통해 보호를 받는다. 공화정 초기와 중기 시절 군대의 기병이 모자라먼, 벨리테스들이 척후병으로 사용되기도 했다. 이들은 엄밀한 공식적인 조직이나 대형을 갖추고 있지 않았다.
- 중보병: 중보병은 군단의 가장 핵심적인 부대였다. 중보병은 철 투구, 방패, 갑옷, 대략 30m의 사거리를 지닌 무거운 재블린 필룸 등으로 구성된 장비들을 구할 수 있는 시민 군단병으로 이뤄졌다. 기원전 387년 이후, 하스타티와 프린키페스들에게 선호되던 무기는 단검의 일종인 글라디우스였다. 이들의 징박힌 샌들 (칼리가이)도 쓰러진 적들에게 효과적인 무기였다. 마리우스 군제개혁 (아래 참조) 이전에, 중보병들은 경험에 따라, 세 개의 다른 열의 부대로 나뉘었다:
  - 하스타티 (단수형. 하스타투스)는 경험이 없거나 적은 신병들로 이뤄졌고, 몇 년 간 복무한 군단병들보다는 덜 믿음직스럽다고 여겨졌다. 그 이유는 로마가 경험있는 병사들을 잃을 만한 여유가 없었기에, 가장 신병들을 전방에다가 배치했고 이들이 살아남는다면, 소중한 경험을 얻는다는 것이었다. 또다른 이유는 신병들이 점투에서 겁을 먹고 무너져 도망치려할 경우, 그들 뒤에 경험있는 군사들이 신병들의 의지를 굳게하려는 목적도 있었다.
  - 프린키페스 (단수형. 프린켑스)는 보다 경험있는 병사들로, 일반적으로 하스타티들보다는 장비를 잘 갖췄고, 전장에서 경험도 더 많아, 하스타티가 무너지거나 패주하면 전장에서 제2열을 맡았다. 이들은 마리우스 군제개혁 이전 초기 공화정 군단병의 두 번째 공세였다.
  - 트리아리이 (단수형. 트리아리우스)는 베테랑 병사들로, 심각한 상황의 전투에서만 사용됐다. 그들은 비전투 시에 한 쪽 무릎을 꿇었다. 트리아리이는 주로 하스타티와 프린켑스를 지원하도록 마련된 예비병력이나 엄호 부대 역할을 했고 필룸과 글라디우스보다는 긴 하스타이 (창)로 무장했다 (하스타티와 프린키페스는 기원전 387년에 창 사용을 멈췄다). 따라서, 이들은 팔랑크스 대형으로 싸웠다. 트리아리이 군단병의 중무장한 대형이 전진하는 모습은 퇴각하는 하스타티와 프린키페스를 추격하는 의기양양한 적들을 자주 기죽였다. Ad triarios redisse – 트리아리이에 의지하기는 로마의 격언으로, 최후의 수단을 사용하는 것을 뜻한다.

세 개의 열들 각각은 마니풀루스라는 핵심 전술 부대 단위 (주로 10개)로 나뉘었다. 하나의 마니풀루스는 2개의 켄투리아로 구성되고 두 켄투리아의 선임 지휘관의 지휘를 받았다. 이 시기, 하스타티와 프린키페스의 각 켄투리아는 60명으로 구성되고, 트리아리이의 켄투리아는 30명으로 구성됐다. 대략 벨리테스 1,200명, 기병 300명과 함께, 3,000여명 (120명으로 된 마니풀루스 20개, 60명으로 된 마니풀루스 10개)이 공화정 중업 ("manipular") 군단의 명목상 4,500명의 병력을 구성했다.

### 공화정 말기 (기원전 107년–기원전 30년)

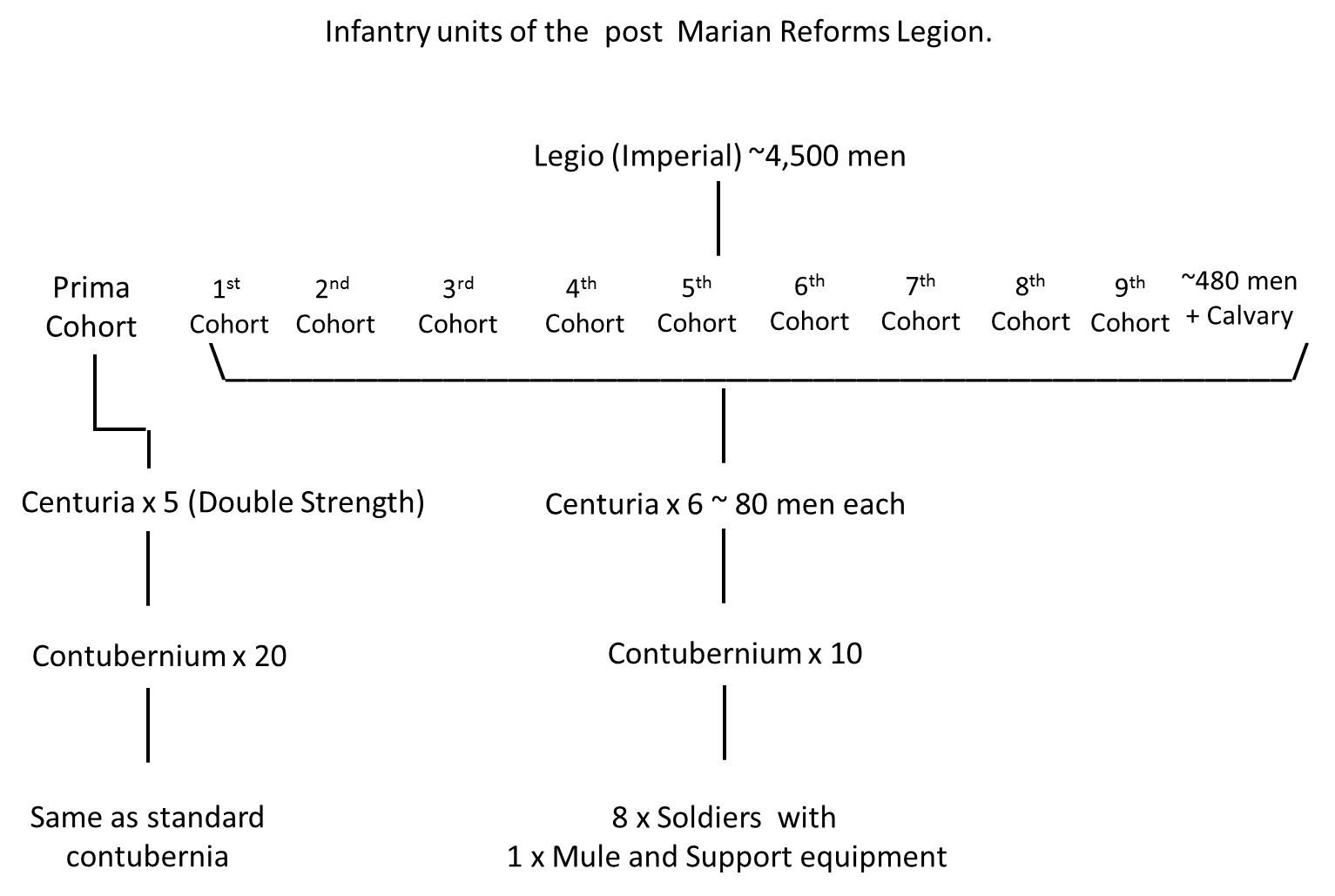
마리우스 군제개혁 이후 군단의 크기와 및 보병 대형 배치를 보여주는 시각 자료

로마 공화정 말의 유명한 군단들에 대한 상세 정보는 로마 군단 목록 참고

로마군의 하급 부대 참고
마리우스의 군제개혁은 켄투리아를 80명으로 확장시키고, 그들을 2개의 켄투리아로 된 마니풀루스보다는 6개의 켄투리아로 된 "코호르스"로 조직하였다. 각 켄투리아는 고유의 군기를 지녔고, 텐트와 맷돌, 노새, 질탕관을 공유하는 8명으로 구성된 부대 단위(콘투베르니아, contubernia) 10개로 이뤄졌다.
기원전 2세기 마리우스 장군의 군제개혁 이후, 군단은 밀집대형을 한 시민 중무장 보병대라는 대중의 상상 속에 익숙한 두 번째이자, 좀더 엄밀한 의미를 띠었다.
기원전 2세기 말, 가이우스 마리우스는 이전의 임시적인 군단을 가난한 계층에서 모집하고, 로마가 더 큰 규모의 군대를 동원할 수 있게하며, 직업 없는 시민들에게 일자리를 마련해준 직업군으로 개혁했다. 그러나, 이는 병사들의 충성심을 로마 당국 그자체보다는 자신들의 지휘관에게 놓는 사태를 낳았고, 이 상황은 궁극적으로 율리우스 카이사르가 자신에게 개인적으로 충성하는 군대를 데리고 루비콘강을 건너고 효과적으로 공화정을 끝내게 하였다.
공화정 말과 제정 초의 군단들은 마리우스 군단이라고 흔히 불린다. 기원전 101년 베르켈라이 전투 이후, 마리우스는 모든 이탈리아 동맹군에게 로마 시민권을 부여했다. 그는 전투의 소음 속에서 로마군과 동맹군을 구별할 수 없었다고 말하며, 원로원에 자신의 행위를 정당화했다. 이 조치는 효과적으로 동맹군 군단이라는 개념을 없애버렸고, 따라서 모든 이탈리아 동맹군 군단은 로마 군단이라 여겨지게 되었으며, 완전한 로마 시민권이 이탈리아 전역으로 개방되었다. 동시에, 세 다른 종류의 중보병들은 프린키페스를 바탕으로 한 것을 기준으로 한 단일 유형으로 대신되었으며, 필라 (단수형 필룸)라고 불리는 무거운 재블린 2개, 글라디우스라는 단검, 쇠사슬 갑옷 (로리카 하마타), 투구, 정사각형 방패 (스쿠툼)으로 무장했다.
동맹군 군단의 역할은 결국 아욱실리아라는 동맹군 보조병들이 맡게 되었다. 보조병들은 특수 부대, 공병, 공성 무기 조종수, 개인 경호병, 비시민권자들로 된 비정규군, 용병, 지역 민병 등으로 구성됐다. 이들은 보통 경기병, 경보병 또는 벨리테스, 노무자 등의 부대로 편성됐다. 스페쿨라토레스라는 경무장 기마보병이 10명 또는 그 이상으로 된 척후 부대가 있기도 했으며, 이들은 사자(使者) 또는 초창기 형태의 군사정보 업무도 수행했다.
마리우스 군제개혁의 일환으로, 군단의 내부 체계가 규격화되었다. 각 군단은 코호르스로 나뉘었다. 그 이전에 코호르스는 군단 그 자체보다는 좀더 임시적인 형태를 지닌, 임시 행정 단위 또는 몇몇 마니풀루스로 된 기동 부대였다. 이때부터 코호르스는 6개의 켄투리아로 이뤄진 영구 부대 10개로 구성됐고, 첫 번째 코호르스의 경우에는 다른 코호르스의 두 배 규모의 병력으로 된 5개의 켄투리아로 구성됐으며, 이 각각의 켄투리아들은 옵티오의 도움을 받은 백인대장들이 지휘했다. 코호르스는 로마 군단의 기본 전술 단위를 형성했다. 프리무스 필루스 (첫 번째 창)이라고 불리고 고위 장교들 (레가투스 및 군사 호민관)에게 직접 보고하던, 첫 번째 코호르스의 첫 번째 켄투리아를 지휘하는 선임 백인대장(켄투리온)을 따라, 군단 내에서 계급은 복무 기간을 근거로 했다. 모든 병사들은 용기롭거나 가치있는 예외적인 활약을 펼쳐 인정받을 경우에 고위 계급으로 진급될 수 있었다. 새로 진급한 초급 백인대장들은 10번째 코호르스의 6번째 켄투리아를 맡았고 거기에서부터 계급을 서서히 진급하였다.
모든 군단들은 긴 짐 행렬이 있었는데, 이 중에는 병사들의 장비를 위한 노새 640마리 (노새 한 마리당 군단병 8명씩)가 있었다. 이 짐 행렬이 너무 길어지고 늦어지는 걸 막기 위해, 마리우스는 보병들에게 가능한 한 갑옷, 무기, 15일치의 휴대용 식량 등 대략 25–30kg 정도의 그들의 장비를 들고 다니게 했다. 이 짐을 쉽게 들고 다니게 하기 위해, 그는 각각 군단에 그들의 어깨 위에 짐들을 싣고 다니게 하는 십자 모양의 막대기를 지급했다. 병사들은 자신들이 들고 다녀야 하는 많은 짐 때문에 마리우스의 노새라는 별칭이 붙었다. 이러한 개인 짐 분담은 군단의 본대와 일시적으로 떨어지게 되었을 때 물자 공급 훈련을 가능하게 했고, 결론적으로, 필요 시에 군대의 진군 속도가 크게 증가했다.
이 시기의 전형적인 군단은 5,120명의 군단병 인원과 더불어 많은 주둔지 행상, 일꾼, 노예 등 많은 인원들이 있었다. 군단은 보조병들을 포함할 경우에 많으면 전투 인원 11,000명을 확보할 수 있었다. 로마 제국 말 동안에, 로마 군단은 군대 파견을 더 쉽게 하고 감시하는 범위를 늘리기 위해 군단 규모를 1,000명으로 감축하였다. 군단 인원은 전쟁 기간 사상자 수에 따라 달라지기도 했으며, 갈리아 전쟁 기간 율리우스 카이사르의 군단은 대략 3,500명이었다.
전술은 과거와 많이 달라지지 않았지만, 효과성은 전문적인 훈련을 받은 병사들 때문에 크게 향상되었다.

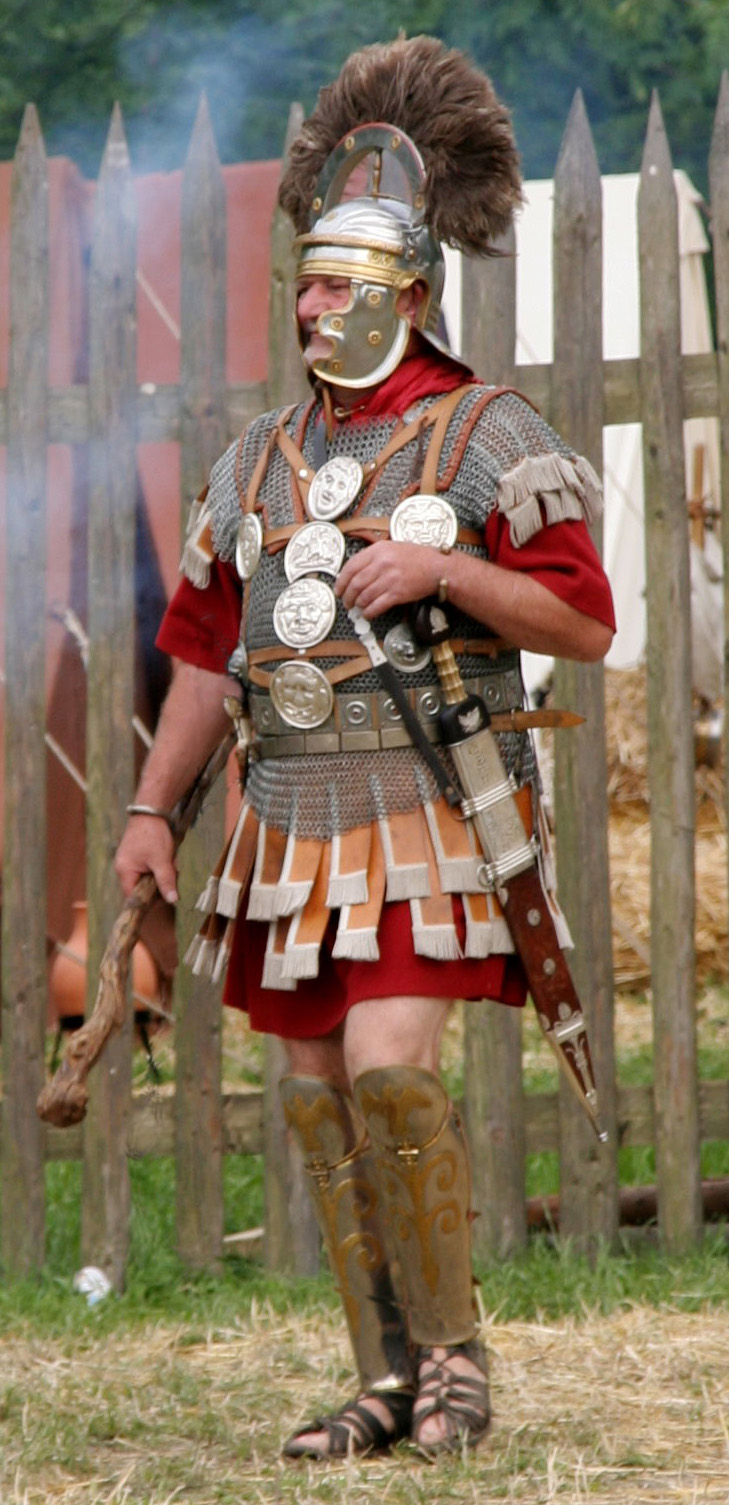
백인대장 모습을 한 라인액터.

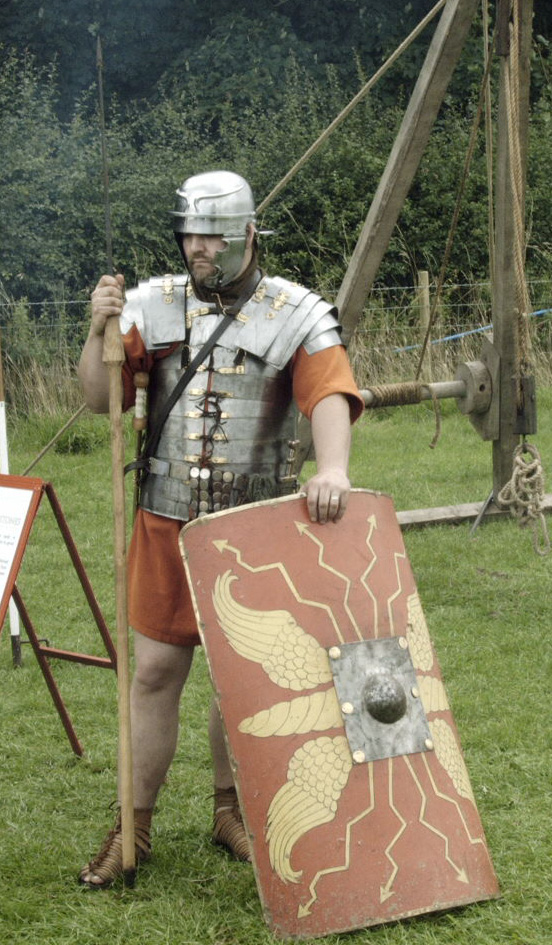
군단병 모습을 한 라인액터.

마리우스 군제개혁 이후와 로마 공화정 말기 역사 내내, 군단은 중요한 정치적 역할을 했다. 기원전 1세기부터, 데마고그 지휘하의 군단의 위협이 인지되었다. 총독들은 자신들의 군단을 데리고 자신의 속주를 벗어나면 안 됐다. 율리우스 카이사르가 이 법을 깨고, 갈리아 속주를 뒤로 한 채 루비콘강을 건너, 헌법 위기를 일으켰다. 이 위기와 내전들은 공화정의 종말을 불어오고 기원전 27년 아우구스투스 통치하의 제정 시대의 토대를 마련하였다.

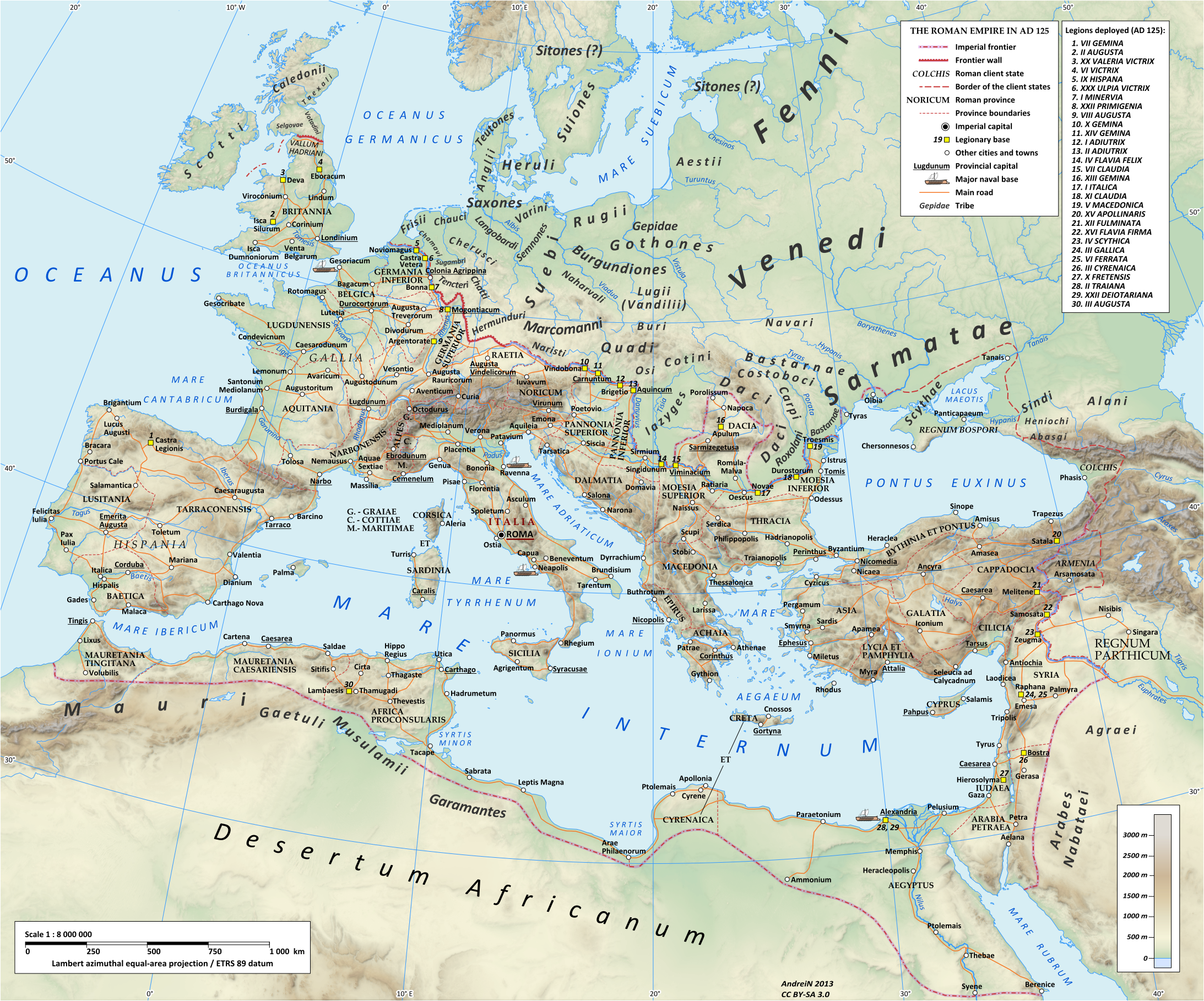
하드리아누스 (제위 117–38) 시기 로마 제국으로, 125년 당시에 배치된 군단들을 보여준다

### 제정 초기 (기원전 27년–서기 284년)
제정 초기 군단 목록 참조

로마군의 하급 부대 참조

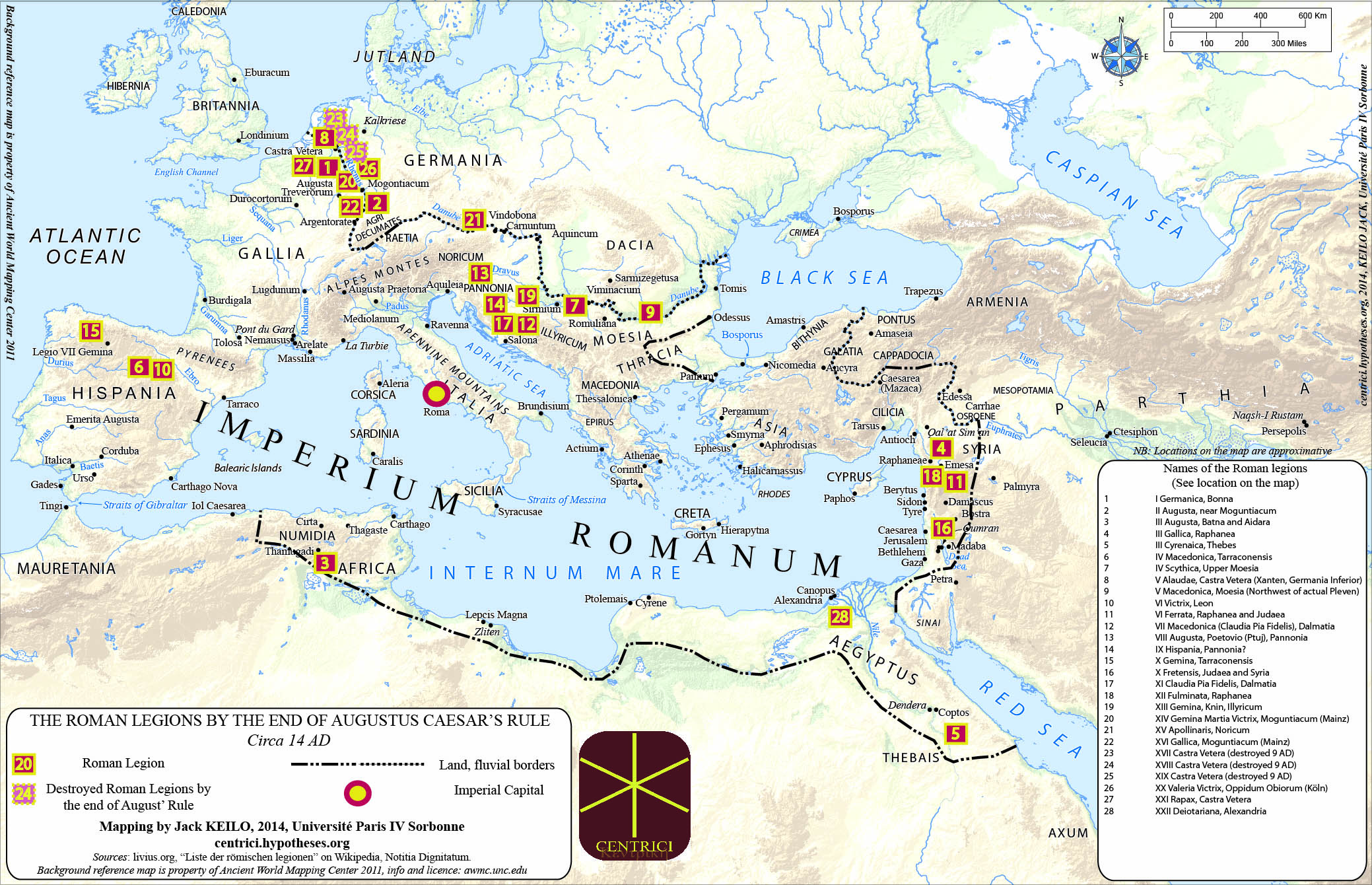
서기 14년 로마 군단 지도.Source: http://f.hypotheses.org/wp-content/blogs.dir/1447/files/2014/05/Roman-legions-14-AD-Centrici-site-Keilo-Jack.jpg

마지막 공화정 내전 기간에 지휘관들은 그들이 원하는데로 그들만의 군단을 창설하고 군단 번호를 매겼다. 이 시기에 두 개의 군단을 하나의 조직으로 통합한 게미나 (Gemina, 쌍둥이) 군단들이 많이 만들어졌다 (이러한 관행은 이후에 공식화되었고 레가투스 한 명과 둑스 6명의 지휘하에 놓였다). 마르쿠스 안토니우스와 내전을 마친, 아우구스투스에겐 일부는 군단 번호가 2개인채 (예시로 여러 개의 10군단들), 대략 50여 개의 군단이 남겨졌다. 정치적, 경제적 이유로, 아우구스투스는 군단의 수를 28개로 줄였다 (3개의 군단이 게르만족에게 전멸당한 토이토부르크 숲 전투 이후에는 25개로 줄어들었다.).
군대를 줄이는 것 외에도, 아우구스투스는 또한 병사들의 봉급을 규격화했다. 동시에, 그는 보조병들의 수를 군단병들의 수와 유사할 정도로 크게 증가시켰다. 그는 또한 리베르티(liberti), 또는 해방 노예들이 복무하는 상설 해군과 더불어 친위대를 창설했다. 로마 군단은 또한 이 시기에 영구적이게 되어서, 특정 전쟁을 목적으로 모집되지 않았다. 이들에게는 영구적인 카스트라 레기오나리아 (군단 요새)와 같이 전략 기지가 배정됐다.
아우구스투스의 군사 정책이 타당하고 비용에서도 효율적인 것이 증명됐고, 일반적으로 그의 후임자들도 이 정책을 따랐다. 후임자들은 상황이 요구하고 허용하는 정도에 따라서, 상설 병력을 대략 30개 군단까지 조심히 늘렸다 (이에 대해 30개 군단의 주인과 논쟁하는 것은 좋지 않다.라는 철학자 파보리누스의 풍자적인 발언이 있다). 군단병 5,120명 규모의 각 군단이 일반적으로 동일한 규모의 보조군의 지원을 받으면서 (타키투스에 따르면), 팍스 로마나 기간 군단 사령관이 운용 가능한 총 병력은 11,000명 이하 범위였으며, 좀 더 저명한 군단들고 함께, 적대적인 국경 및 반항적인 속주에 주둔하는 군단들은 좀 더 많은 보조군을 갖는 경우였다. 세베루스 황제 시기인 193-211년 무렵에, 보조군들은 로마군 447,000명 중에 250,000명, 55-60%를 구성했을 것이다. 일부 군단들은 어느 시점 대략 15,000–16,000명 또는 오늘날 한 개 사단 규모로 된 부대로 보강되었을 수도 있다.
제정 시대 내내, 군단은 중요한 정치적 역할을 했다. 이들의 행동은 제국을 제위 찬탈자로부터 지켜내거나 제위를 찬탈할 수 있었다. 그 예시로, 네 명의 황제의 해 동안 비텔리우스의 패배는 다뉴브 지역 주둔 군단들이 베스파시아누스를 지지하면서 결정되었다.
제정 시절에, 로마 군단은 문장과 복무하는 병사들이 자랑스러워하는 군단의 역사와 함께 규격화되었다. 군단은 레가투스의 지휘를 받았다. 대략 30살 무렵, 레가투스는 대개 3년직 원로원 의원이 될 수 있었다. 레가투스의 직속 하급자들은 6명의 선출된 군사 호민관들이 될 수 있으며, 이 중에 다섯은 참모 장교들이 되고 나머지는 원로원 의원 계급의 귀족들이 될 수 있다 (원래 이 호민관 지위가 군단을 지휘했다). 또한 의무 장교, 공병 장교, 기록 보존 장교, 프라이펙투스 카스트로룸 (주둔지 관리 장교), 그 외에 군종 장교 및 군악 장교들도 존재했다.

### 제정 말기 (서기 284년 이후)

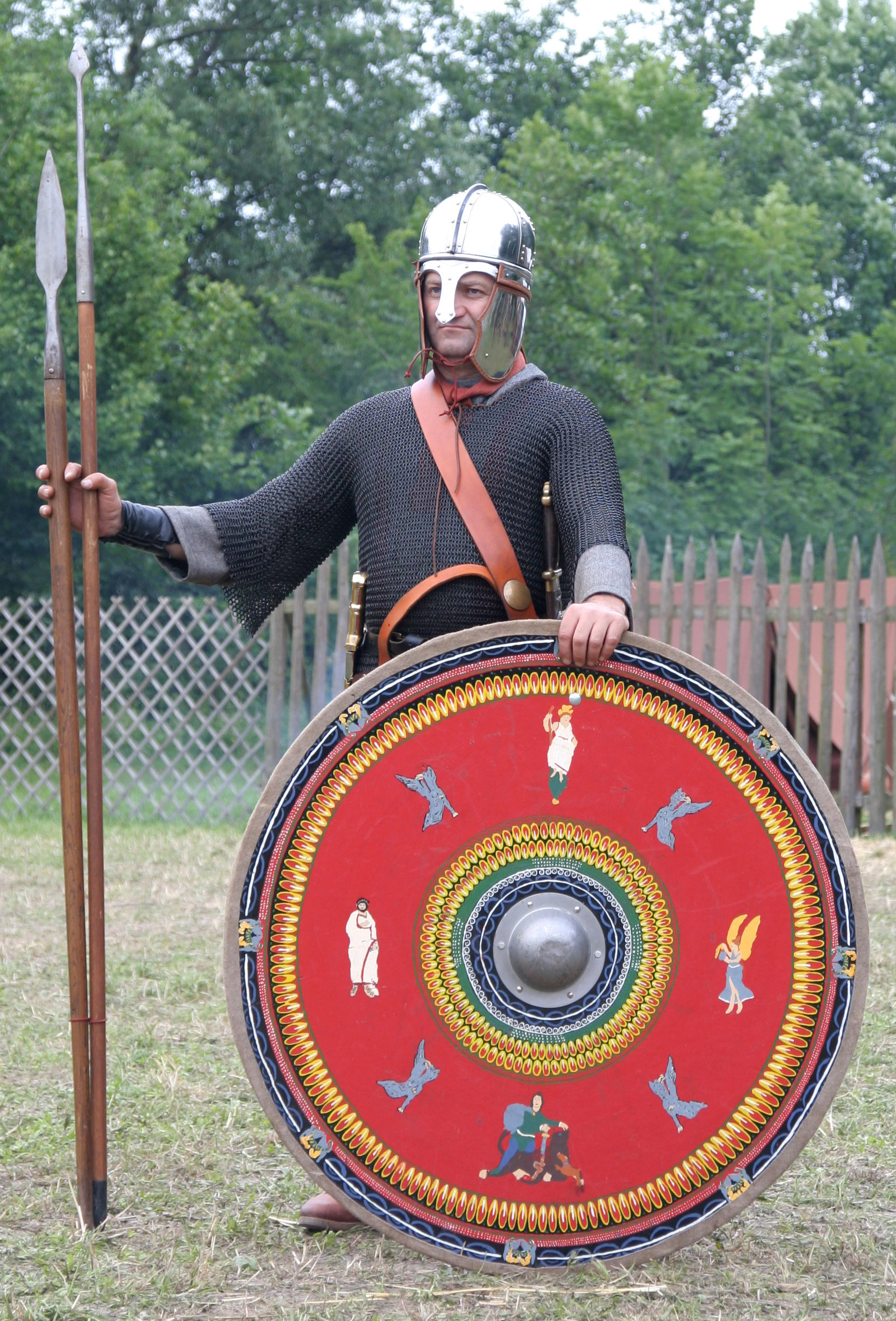
3세기 말, 로마 군단병의 모습을 한 라인액터

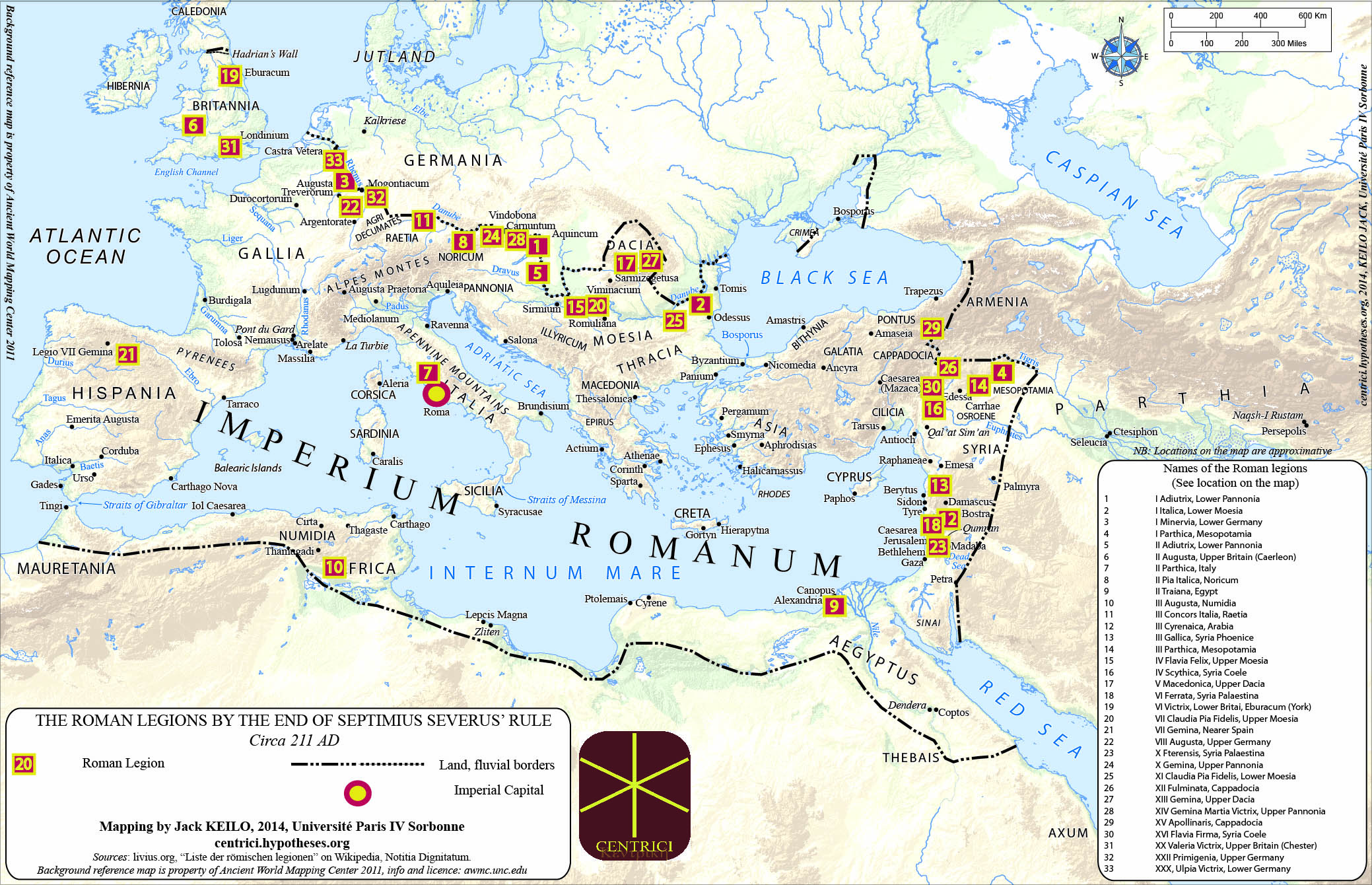
서기 212년경 로마 군단 지도.

로마 제국 말기에, 군단의 수는 늘어났고 로마군은 확장됐다. 일반적으로 인용된 서류상 병력들보다 수가 작아졌다는 증거는 존재하지만, 사두정치 이전에 군단이 형태에 변화가 있었는지를 나타내는 증거는 없다. 군단의 최종 형태는 디오클레티아누스와 사두정치 때 만든 정예 부대 레기오네스 팔라티나이에서 기원했다. 이 부대는 옛 군단의 5,000명 규모보다는 기병을 포함해, 대략 1,000명 규모의 보병 부대이다. 초창기 레기오네스 팔라티나이는 란키아리이, 요비아니, 에르쿨리아니, 디비텐세스 등의 부대가 있었다.
4세기에 콘스탄티누스 2세 제위 시기에 시작된 과정으로, 수 많은 수의 새롭고 소규모의 군단들이 창설됐다. 정예 부대 팔라티니외에도, 아욱실리아 팔라티나라는 보조병들과 더불어, 코미타텐세스, 프세우도코미타텐세스라는 군단들이 제정 말기 로마에 보병들을 제공했다. 노티티아 디그니타툼은 야전 부대들인 팔라티나이 군단 25개, 코미타텐세스 군단 70개, 프세우도코미타텐세스 군단 47개, 아욱실리아 팔라티나 111개와 국경 수비 부대 47개 군단을 언급한다. 노티티아 디그니타툼에서 발견된 호노리아니, 그라티아넨세스 같은 군단 명칭들은 새로운 군단들을 만드는 과정이 단발성의 사건이라기보다는 4세기 전반에 지속되었다는 것을 시사한다. 이 명칭들은 또한 많은 새로운 군단들이 벡실라티오네스 또는 옛 군단에서 만들어졌음을 말해준다. 그외에, 벡실라티오네스 팔라티니 24개, 벡실라티오네스 코미타텐세스 73개가 있었고, 그 밖에 부대들이 동방 지역의 리미타네이에 305개, 서방 지역의 리미타네이에 181개가 있었다. 제정 초기 군단과 6세기 이후 군단 사이에 명백한 직접적인 연속성에 대한 드문 예는 기원전 43년에 창설된 마케도니카 제5군단으로, 노티티아 디그니타툼에 마케도니카 5군단이라는 이름의 코미타텐세 군단으로 기록되었고 637년에 아랍인들에게 이집트가 정복될 때까지 활동했다.
후기 로마 작가 베게티우스의 군사학 논고에 따르면, 각 켄투리아는 발리스타 한 대, 각 코호르스는 오나거 한 대가 있었고, 군단에는 발리스타 59대와 오나거 10대로 된 강력한 공성무기 행렬을 배정했으며, 이 각각의 공성무기들은 리브리토르스 (공성병) 10명이 조종하고 황소나 노새가 끄는 수레에 실어 이동된다. 도시 및 요새화 시설을 공격하는 것 말고도, 공성무기들은 로마의 요새 및 요새화된 주둔지 (카스트라)를 방어하는 데에 도움을 주는 데 사용되었다. 심지어는 적절한 시기, 특히나 제정 말기에 전투 또는 도하 상황을 지원할 때 야전포 역할을 하기도 했다.
수 많은 체계 변화에도, 군단 제도는 서로마 제국의 멸망까지 살아남았고, 이라클리오스 황제가 병력에 대한 수요 증가를 처리하기 시작한 개혁이 테마 제도를 일으킨 7세까지 동로마 제국내에서 지속되었다. 이러한 개혁에도, 동로마/비잔티움의 군대는 초기 로마 군단의 영향을 받은 걸 유지했고, 유사한 훈련 수준, 전술 역량, 조직 등을 지속해나갔다.

## 군단병 계급
군단병 하루에 기본 봉급 10 아세스 혹은 일 년에 225 데나리우스를 받는 인원)의 계급을 제외한, 다음 목록은 마리우스 군제개혁 (기원저누104년)부터 디오클레티아누스 (290년경)의 군제개혁까지 군단내에서 발전했던 장교 제도를 설명한다.

### 고위 장교
- 레가투스 아우구스티 프로 프라이토레, 사령관: 두 개 혹은 그 이상 군단의 지휘관이다. 레가투스 아우구스티는 자신이 통솔하는 군단이 주둔하는 속주의 총독 역할을 수행하기도 했다. 원로원 의원 계급인 레가투스 아우구스티는 황제가 임명하고 해당 지위를 일반적으로 3-4년 보유한다. 현 시점에서, 레가투스 아우구스티는 장군이라고 불린다.
- 레가투스 레기오니스, 군단장: 전반적인 군단의 지휘관이다. 이 직은 보통 원로원 의원들이 채우고, 황제가 임명하며, 3-4년을 해당 지위에 있으며, 더 오래 지위를 유지할 수도 있다. 로마 속주에 단 하나의 군단이 있을 경우, 레가투스는 총독 역할을 수행한다이러한 상황에서, 레가투스는 레가투스이자 레가투스 아우구스티라는 이중 지위에 놓인다. 레가투스는 보조병들이 공식적으로 군단 지휘 체제의 일부는 아니지만, 군단에 속한 보조병들의 지휘관 역할을 하기도 했다.
- 트리부누스 라티클라비우스, 넓은 띠 호민관: 원로원 의원 계급의 사람들이 착용한 넓은 줄무늬 튜닉에서 이름이 붙여진 이 호민관은 황제 또는 원로원이 임명했다. 전반적으로 이 지위대의 나이는 젊은 편이었지만, 트리부니 앙구스티클라비이에 비해선 경험이 많았고, 레가투스 다음으로 높은 군단 지휘권자였다. 나이와 적은 경험 때문에 실질적인 제2 지휘권자는 아니였지만, 레가투스가 사망 시에 군단 지휘권을 가질 수 있었다.
- 프라이펙투스 카스트로룸, 주둔지 행정관: 프라이펙투스 카스트로룸은 군단의 제3 지휘권자였다. 보통 해당 직은 고위 계급인 호민관들보다는 사회적으로 낮은 계층 출신의 장기간 복무한 베테랑들이고, 프리무스 필루스로 복무했으며 군단 내에서 25년을 보낸 이들이었다. 군단의 훈련을 맡는 고위 장교 역할을 했고, 보조병 1개의 코호르스를 지휘할 수도 있었다.
- 트리부니 앙구스티클라비이, 좁은 띠 호민관: 각 군단은 하급 호민관 다섯을 두었으며, 이들은 일반적으로 에퀴테스 계급 출신으로, 최소한 몇 년 간의 군 경험을 지녔으며, 대개 행정 장교 역할을 수행했다.[10] 이 호민관 직은 필수는 아니지만, 젊은 이들의 정치 경력 과정이었다. (쿠르수스 호노룸 참고).[11]

### 켄투리오
켄투리오 계급은 많은 계급들을 포함한 장교 계급으로, 이런 특성은 켄투리오들이 진급에 대한 매우 좋은 전망을 가졌다는 걸 의미했다. 군단 내 최고 선임 켄투리오는 프리무스 필루스 (첫 번째 창)으로 알려진 자들로, 첫 번째 코호르스의 첫 번째 켄투리아를 직접 지휘했고 교전 시에는 첫 번째 코호르스 전체를 지휘했다. 두 번째에서 10번 째 코호르스 내, 각 코호르스의 첫 번째 켄투리아 지휘관은 필루스 프리오르라고 알려졌고 교전 시에 소속 코호르스 전체를 지휘했다. 필루스 프리오르들의 연공서열은 프리미 오르디네스라고도 알려진, 첫 번째 코호르스의 다섯 켄투리아의 지휘관들보다 높았다.

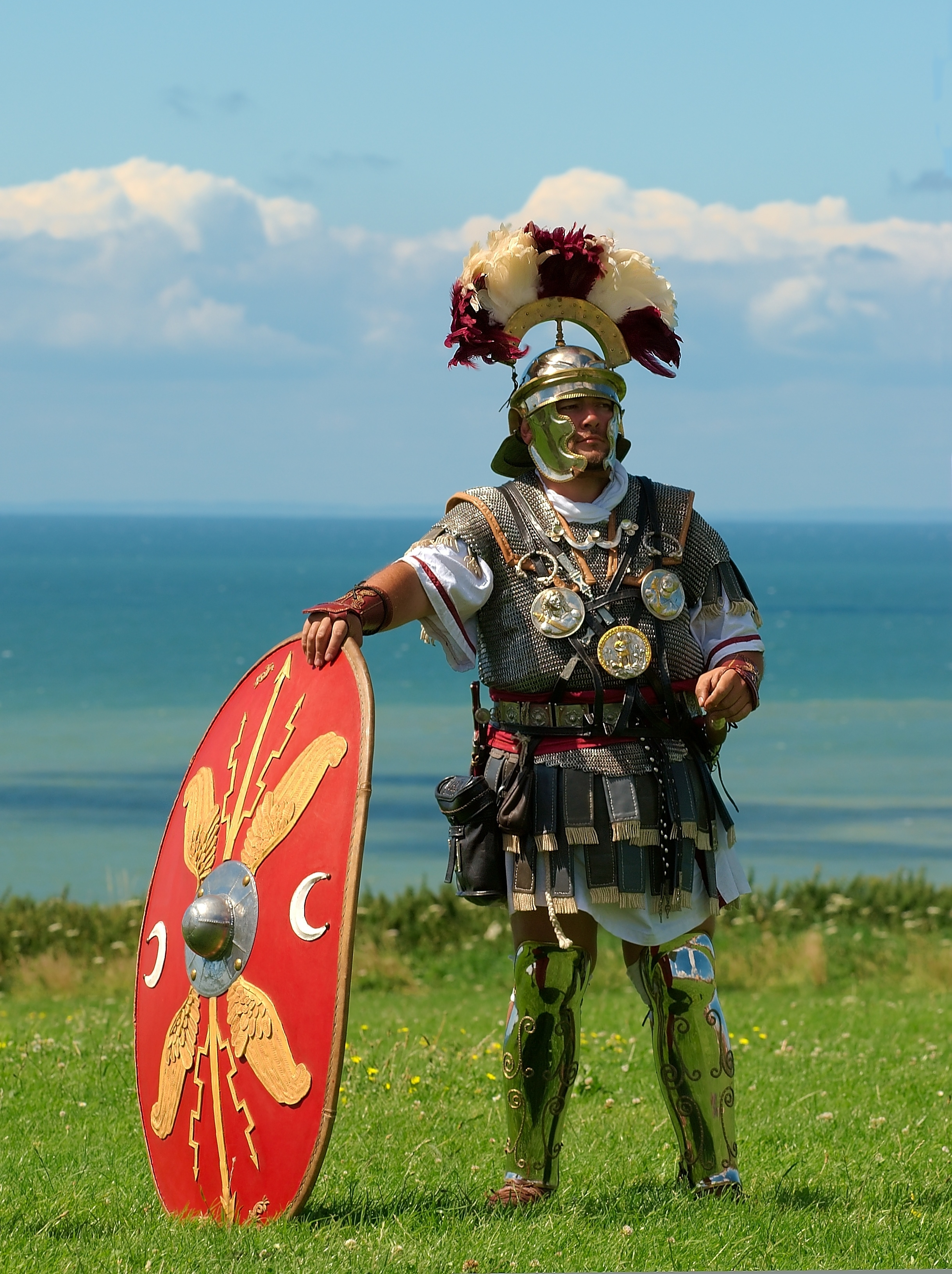
켄투리오 복장을 한 리인액터

일반적 코호르스의 6명의 켄투리오는 다음의 순서였다:
- 전방 하스타티 (전방 창)
- 후방 하스타티 (후방 창)
- 전방 프린키페스 (전방 핵심 열)
- 후방 프린키페스 (후방 핵심 열)
- 전방 트라아리이 (전방 제3열)
- 후방 트리아리이 (후장 제3열)

켄투리아들은 자신들의 이름을 세 개의 병사 계급을 사용하여 전투 열을 정렬했었던 로마 군단의 옛 사용 방식에서 가져왔다. (이 켄투리아의 명칭들이 당시에 근본적으로 명목상이었지만, 각 켄투리아들은 이 이론적 열의 모습을 유지했을 거다.) 세 개의 열 각각은 켄투리아 내에서 전방 및 후방으로 세분화되었다.
- 프리무스 필루스, 제1 종렬: 프리무스 필루스는 첫 번째 켄투리아와 첫 번째 코호르스를 지휘하는 켄투리오로, 전체 군단 내 최고 선임 켄투리오였다. (다른 코호르스와 달리, 첫 번째 코호르스는 "전방 창"과 "후방 창" 켄투리아 대신에 하나의 재블린 켄투리아만을 두었다.) 프리무스 필루스는 나중에 프라이펙투스 카스트로룸이 될 수 있는 기회가 있었다. 프리무스 필루스가 은퇴하면, 에퀴테스 계급으로 편입이 가능했다. 또한 기본 사병 봉급의 60배를 받았으며, 평균적인 켄투리온보다 많이 받았고 좁은 띠 호민관들과 비슷했다.
- 필루스 프리오르: "전방 종렬" 켄투리오들은 군단 내 제1 켄투리아들의 지휘관들로, 각자의 소속 코호르스 내 선임 켄투리온이었다. 교전 시에, 필루스 프리오르는 소속 코호르스의 전체 지휘권을 부여받았다. 프리무스 필루스 역시도 필루스 프리오르 중 하나로, 군단에 있는 모든 켄투리오 중에 최고 선임이었다. 이 지위는 경험 많은 베테랑 병사 출신들이 맡았고 프리무스 필루스보다 하급 계급이었다.
- 프리미 오르디네스, "첫 번째 [코호르스] 계급": 첫 번째 코호르스의 다섯 켄투리오들이며, 프리무스 필루스를 포함한다. 프리무스 필루스를 제외한 이들은 기본 사병 봉급의 30배를 받았다. 이 직위는 프리무스 필루스, 필루스 프리오르를 제외한 그 외에 모든 켄투리오들보다 선임이었다.
- 그 외 켄투리오: 각 군단은 10개 코호르스의 각 켄투리아를 지휘하는 59명 또는 60명의 켄투리오들을 두었다. 이들은 직업군의 핵심이었고 생애 내내를 군인으로서 보내고 전투를 지휘하는 직업 군인들이었다. 일반적으로 이들은 계급에 따라 전투에 투입되었으나, 일부에선 황제 혹은 다른 고위 공직자가 직접 지정을 해주는 경우도 있었다. 코호르스는 1 코호르스에서 10 코호르스 순으로 순서가 매겨지고 각 코호르스 내의 켄투리아는 1 켄투리아에서 6 켄투리아 순서로 매겨졌다 (제1 코호르스의 경우엔 5개의 켄투리아만 존재하여, 총합 59명의 켄투리오와 프리마 필루스 한 명이다). 켄투리오가 지휘했던 켄투리아는 지휘하던 켄투리오의 계급을 직접적으로 반영했는데, 첫 번째 코호르스의 첫 번째 켄투리아가 가장 높고, 10번째 코호르스의 6번째 켄투리아가 가장 낮았다. 봉급은 기본 봉급의 10배였다.

### 하위 계급
- 옵티오: 각 켄투리오들 한 명마다, 옵티오들은 부지휘권자 역할을 하도록 계급 내에서 켄투리오에게 임명됐고 기본 봉급의 두 배를 받았다. 오늘날의 선임 하사관과 유사하다.[12]
- 테세라리우스: (위병 감독관) 각 켄투리아 당 한 명씩 있었다. 이들은 옵티오 다음의 서열이었고 기본 봉급의 1.5배를 받았다. 주 임무는 암구호 관리, 본부 참모진들의 행정 보조, 켄투리아의 3지휘권자 등이다. 테세라리우스들은 소속 켄투리아가 선봉대에 속하지 않을 경우 일반 병사들처럼 싸웠다. 오늘날 하사관과 유사하다.
- 데쿠리온: 10명 (투르마)에서 30명 에쿠에스 레기오니스 단위의 기병 부대를 지휘한다.[12]
- 데카누스: 콘투베르니움 혹은 병사 8명과 비전투 인원 2명 등, 10명으로 된 텐트를 지휘하며, 하사관 계급과 유사하다. 병사 네 명으로 된 무리는 콰테르니온이라고 한다.

### 특수 보직
- 아퀼리페르: 군단 내에 한 자리만 있는 보직이다. 아퀼리페르는 군단기 또는 아퀼라 (독수리)를 들고 다니는 자로, 아주 중요하고 명예로운 지위였다. 아퀼라를 잃는 것은 군단이 겪을 수 있는 최대의 불명예라고 여겨졌다. 따라서 이 지위는 군단의 전술에 대한 탁월한 이해력을 지닌, 베테랑 병사들로 구성해야만 했다. 아퀼리페르는 기본 봉급의 두 배를 받았다.
- 시그니페르: 각 켄투리아마다 시그니페르 한 명씩을 두었고 (따라서, 한 개의 군단에 시그니페르 59명이 존재) 각 코호르스의 첫 번째 시그니페르가 다른 시그니페르들의 선임 지위에 있었다. 시그니페르는 메달들이 장식되어 있고 충성심을 나타내는 손바닥으로 채워진 창대인 켄투리알 시그눔을 들고 다니는 군기수이며, 병사들의 재집결지 역할을 하기도 했다. 군기를 들고 다니는 것 외에 부대의 재정 관리 책임을 맡았고 군단병들의 은행 업무를 해주었다. 봉급은 기본급의 두 배였다.
- 코르니켄 (나팔수): 시그니페르와 협력하여 켄투리알 시그눔으로 병사들의 관심을 이끌었고, 장교들의 명령 신호를 보냈다. 기본급의 두 배를 받았다.
- 이마기니페르: 아우구스투스 이후로 생긴 특수 보직으로, 황제를 향한 부대의 끊임없는 충성심의 상징인 황제의 모습이 달린 군기를 들고 다녔다. 봉급은 기본급의 두 배였다.
- 임무네스: 임무네스는 특화된 기술들을 지닌 군단병들로, 더 나은 보수를 받았고, 노무 활동이나 경계 활동에서 면제받았다. 기술병, 공성병, 군악병, 행정병, 병참병, 무기 제작병, 목공병, 수렵병, 의무병, 헌병 등이 여기에 속했다. 그러나 이들도 완전히 군단병으로 훈련받고 필요 시에 전선으로 소집됐다.
- 에보카투스: 군 복무에 대한 전역 증명서를 받았지만, 재입대한 베테랑 병사이다. 기본급의 두 배를 받았고 노역 등의 기본 업부에서 제외됐다.
- 두플리카리우스: 계급에 상관없이 받는 호봉으로, 기본급의 두 배였다.

## 급여
가이우스 마리우스 이후로 군단병은 연간 225 데나리우스 (900 세스테르티우스와 동일)를 받았으며, 이 봉급은 도미티아누스가 연간 300 데나리우스로 올릴 때까지 유지됐다. 2세기에 꾸준한 인플레이션이 일어났으나, 셉티미우스 세베루스가 연간 500 데나리우스로 올리기 전까지 봉급은 변하지 않았다. 그러나 이들은 이 급여를 국가가 옷감 및 식량 세금 등으로 공제하면서, 전부 현금으로 받지 못 했다. 이 봉급 때문에, 전쟁에 참전한 군단병들은 적들의 시체에서, 적들의 거점에서 약탈물로서 나온 전쟁의 노획물들을 획득하기를 바랐다. 노예들이 포로로 들어와 이후에 판매를 통해 군단에서 분배되었는데, 이 행위는 군단병들의 정기적인 급여에 상당한 양을 가져다주었다.
모든 군단병들은 자신들의 복무 기간 25년 혹은 그 이상을 마치면 프라이미아 (praemia, 베테랑 급여)를 받을 수 있었다. 프라이미아는 상당량의 현금 (아우구스투스 시절에는 3,000 데나리우스) 및 비옥하지만 작은 농지 (좋은 토지는 수요가 많았다)였으며, 베테랑들에게 수여된 농지는 종종 국경 지역과 반항적인 속주들에 대한 안정을 확립하는 걸 도왔다. 이후, 카라칼라 시기에, 프라이미아는 5,000 데나리우스로 증가했다.

## 상징
기원전 104년 이래로, 각 군단들은 아퀼라 (독수리)를 군단의 상징으로 사용했다. 아퀼라는 아퀼리페르라는 장교가 들고 다녔으며, 아퀼라의 상실은 매우 심각한 굴육이라 여겨져서, 아퀼라의 상실은 자주 군단 그 자체의 해산으로 이어졌다. 일반적으로, 해체까지 이어지는 것은 전투 때 아퀼라를 되찾는 것이 불가능한 군단들은 몹시나 큰 피해를 입어 더 이상의 교전에서 효과적이기 못 했기 때문이었다.

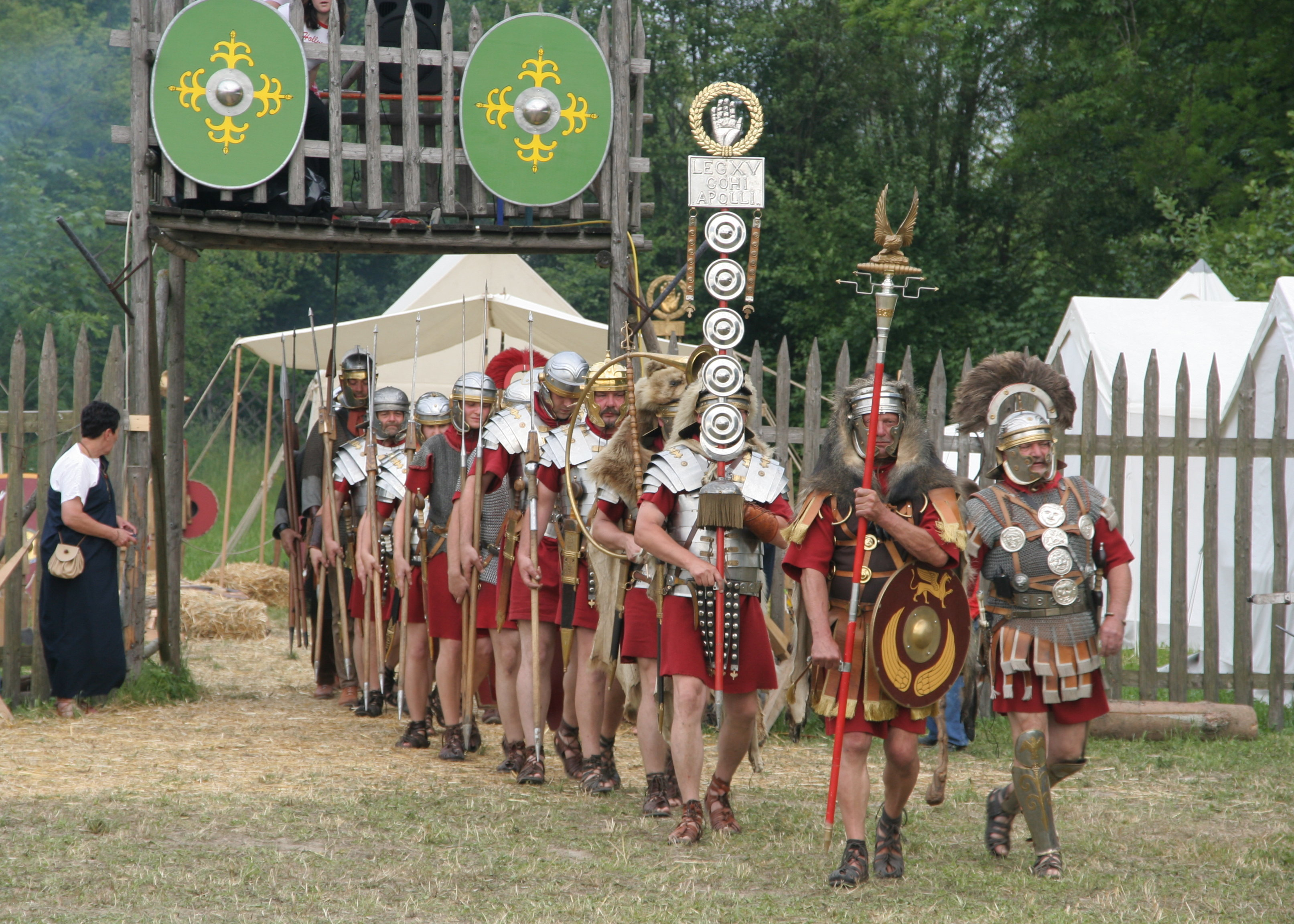
아폴로리나리스 제15군단의 군단병을 재현한 리인액터.

갈리아 전쟁기 (Bk IV, Para. 25)에서, 율리우스 카이사르는 기원전 55년 브리타니아 정복을 시작할 때 한 사건을 묘사하는데, 아퀼라에 대한 안정성이 로마 병사들을 얼마나 두렵게 만드는 지를 설명한다. 카이사르의 군대가 브리튼인들 대한 두려움으로 자신들의 배를 떠나는 걸 꺼려할 때, 제10군단의 아퀼리페르가 아퀼라를 쥔 체 배 밖으로 직접 뛰어들어, 적들을 향해 홀로 나아갔다. 부끄러움을 느낀 그의 동료들은 '다 함께, 배에서 내려왔고 다른 배의 병사들도 이의 뒤를 따랐다.
로마 제국의 탄생과 함께, 로마 군단들은 그들의 지도자인 황제와 계약을 맺었다. 각 군단은 이마그니페르라는 장교가 있었는데, 이들의 역할은 폰티펙스 막시무스로서의 황제의 이마고 (형상, 조각 등)가 있는 창을 들고 다니는 것이었다.
게다가 각 군단은 벡실룸 혹은 군단의 이름과 상징물이 새겨진 시그눔을 들고 다니는 벡실리페르 (vexillifer)가 있었다. 다른 부대를 지원하기 위해 본 주둔지에서 예하 부대 형태로 파견되는 것이 군단에 흔한 경우였는데, 이때 파견된 부대는 아퀼라가 아닌, 벡실룸을 들고 다녔고, 그래서 벡실라티오네스라 불렸다. 은으로 도금된 벡실룸 미니어처가 가끔 장교들에게 은퇴 또는 재복무 시에 복무에 대한 노고를 인정하는 증표로 수여되었다.
민간인들도 로마 군단에 도움을 줬을 경우 보상받을 수 있었다. 뛰어난 행위를 한 대가로, 민간인들은 화살촉이 없는 화살을 수여받았는데, 이는 대단한 영예로 여겨졌고 수여자에게 많은 영예를 가져다 주었다.

## 같이 보기
- 보조군

### 참고 서적
- The Encyclopedia of Ancient History, Legions, history and location of
- History of the Art of War. Vol 1. Ancient Warfare, Hans Delbrück
- Roman Warfare - 에이드리언 골즈워디
- A History of Warfare - 존 키건
- The Roman Army and Greece and Rome at War, 피터 코널리
- The Encyclopedia Of Military History: From 3500 B.C. To The Present. (2nd Revised Edition 1986), R. Ernest Dupuy, and Trevor N. Dupuy.
- War, Gwynne Dyer.
- The Evolution of Weapons and Warfare, Trevor N. Dupuy.
- 플라비우스 베게티우스 레나투스, De Re Militari (with English translation on-line)
- 율리우스 카이사르, 갈리아 전쟁기
- William Smith, D.C.L., LL.D.: A Dictionary of Greek and Roman Antiquities, John Murray, London, 1875.
- The Punic Wars - 에이드리언 골즈워디.
- Carnage and Culture, Victor Davis Hanson
- The Fall of the Roman Empire: The Military Explanation, by Arther Ferrill, 1988
- The Complete Roman Army, - 에이드리언 골즈워디
- The Military System Of The Romans, by Albert Harkness
- From the Rise of the Republic and the Might of the Empire to the Fall of the West, by 나이젤 로저스
- The Roman Army at War 100 BC – AD 200 (Oxford, September 1998) - 에이드리언 골즈워디
- The Beginnings of Rome: Italy and Rome from the Bronze Age to the Punic Wars (c.1000-264 BC) (Routledge 1995) by T. J. Cornell
- "Legion GmbH. Das Unternehmen Römische Armee" (Saarbrücken 2012) by Stefan Zehnter
- "Roman Infantry Tactics in the mid-Republic: A Reassessment"( Historia 63, 2014) by Michael J. Taylor
- [1]